# Les Enquêtes de Nancy Drew : La Malédiction du manoir de Blackmoor
 (janvier 2017).
Si vous disposez d'ouvrages ou d'articles de référence ou si vous connaissez des sites web de qualité traitant du thème abordé ici, merci de compléter l'article en donnant les références utiles à sa vérifiabilité et en les liant à la section « Notes et références ».
Les Enquêtes de Nancy Drew : La Malédiction du manoir de Blackmoor (Nancy Drew: Curse of Blackmoor Manor) est un jeu vidéo d'aventure en point-and-click développé par Her Interactive et édité par Micro Application. Il s'agit du onzième opus de la série Les Aventures de Nancy Drew et le premier à être traduit en français. Le jeu est sorti aux États-Unis en octobre 2004 et le 10 novembre 2005 en France.

## Histoire
Nancy Drew est appelée au manoir de Blackmoor en Angleterre pour découvrir ce qui est arrivé à une femme appelée Linda. Celle-ci ne veut plus sortir de sa chambre, a la bouche sèche et de nombreux autres symptômes. D'après ses dires, Linda serait tombée malade après avoir lu une malédiction trouvée dans un passage secret.

## Personnages principaux
- Nancy Drew : c'est  l'héroïne, une adolescente de 18 ans. Elle vient mener l'enquête et trouver la raison de la maladie de Linda et continue ses recherches jusqu'à trouver une solution, malgré le fait que Linda ai peur qu'il lui arrive la même chose qu'à elle, autrement dit, qu'elle tombe sous l'emprise de la malédiction.
- Linda Penvellyn : C'est la jeune femme tombée malade, elle s'est mariée depuis peu à un homme nommé Hugh Penvellyn (voir juste en dessous), et entretient des liens assez étroits avec sa belle-fille Jane Penvellyn.
- Mme Drake : C'est la grand-tante de Jane, et la gouvernante du manoir. Elle passe son temps dans la serre, à jardiner.
- Jane Penvellyn : C'est la fille d'Hugh, et la belle-fille de Linda. Elle est âgée de 12 ans. Elle est en cours particuliers régulièrement dans le jeu, avec sa tutrice Ethel. Elle n'aime pas sa vie au manoir Blakmoor. Elle est curieuse.
- Nigel Mookerjee : C'est un historien qui a décidé d'écrire un livre sur la famille des Pennvellyn. Il passe donc son temps à l'ordinateur en train de taper son livre ou d'effectuer des recherches.
- Ethel Bossiny : Ethelle est la tutrice de Jane, elle lui apprend en plus de ses matières principales, l'histoire de sa famille : la famille Pennvellyn. Ethel est plutôt mystérieuse, on ne la voit que de temps en temps dans le jeu.
- Hugh Penvellyn : C'est le mari de Linda parti en voyage durant toute l'aventure, Nancy peut l'appeler pour lui demander conseil. Il n'est cependant pas un des personnages les plus importants du jeu.

## Accueil
- Adventure Gamers : 4/5[1]